# Karol Kotula

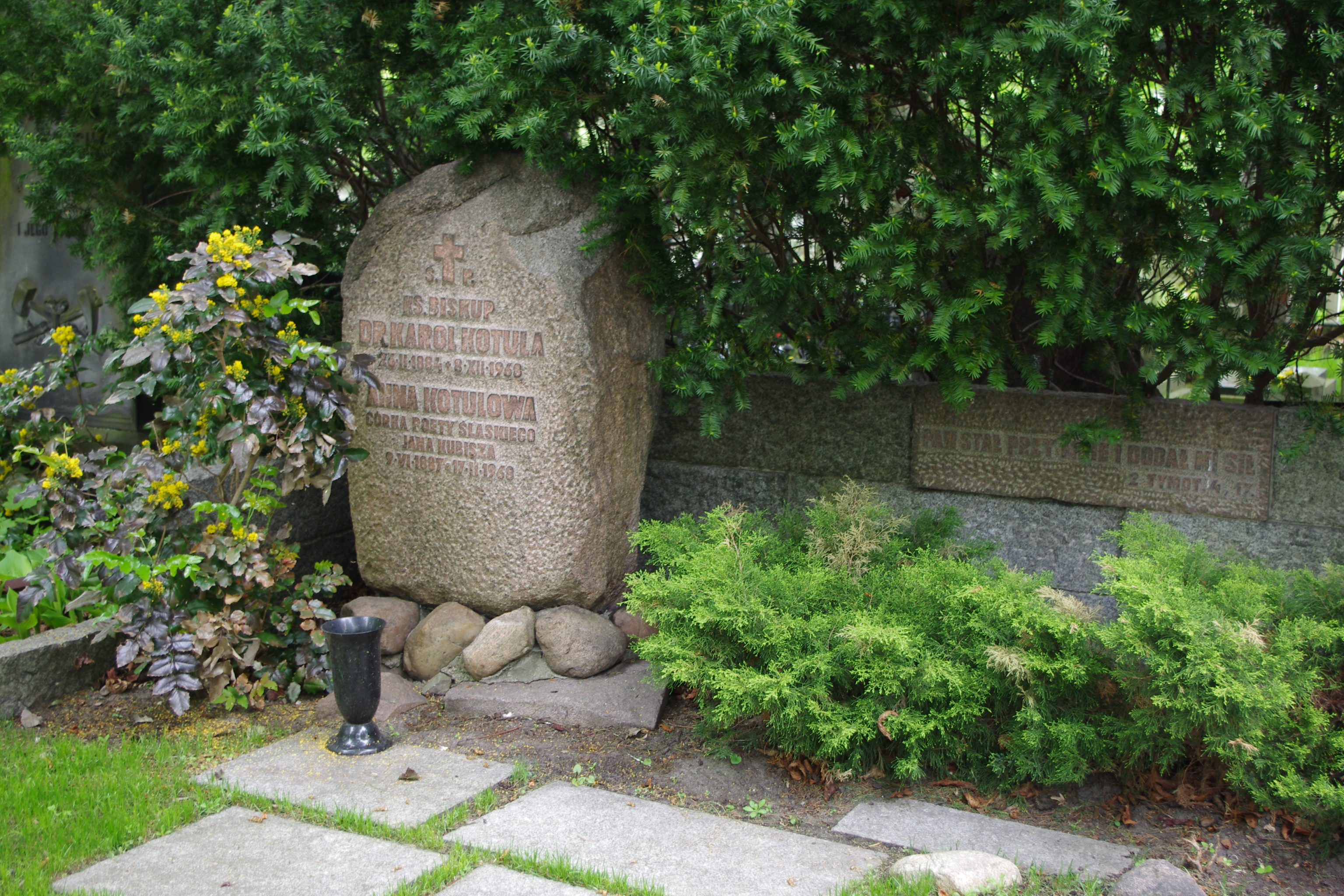
Grób ks. biskupa Karola Kotuli na Cmentarzu ewangelicko-augsburskim w Warszawie

Karol Kotula (ur. 26 lutego 1884 w Cierlicku, zm. 8 grudnia 1968 w Warszawie) – polski duchowny Kościoła Ewangelicko-Augsburskiego w Polsce, biskup (zwierzchnik) Kościoła w latach 1951–1959.

## Życiorys
Ukończył gimnazjum w Cieszynie, a następnie studia teologiczne w Wiedniu i Halle. Po ordynacji w 1910 został wikariuszem w Drogomyślu, a po dwóch latach jako prefekt do gimnazjum w Orłowej na późniejszym Zaolziu, gdzie należał do działaczy polskich. Podczas I wojny światowej był kapelanem w cesarskiej i królewskiej Armii.
W 1919 został powołany na stanowisko radcy, a potem wizytatora polskiego szkolnictwa w Poznańskiem. Był współzałożycielem i pierwszym prezesem Polskiego Towarzystwa Ewangelickiego w Poznaniu oraz współtwórcą i w latach 1923–1924 pastorem tamtejszej parafii ewangelicko-augsburskiej. Z jego inicjatywy powołano gimnazjum nauczycielskie w Ostrzeszowie, na terenie superintendentury z dużym skupiskiem polskojęzycznych ewangelików. Po zorganizowaniu się polskiego szkolnictwa w Wielkopolsce przeniósł się w 1927 do Łodzi, gdzie został duszpasterzem Organizacji Polaków Ewangelików, w 1937 przeobrażonej w polską parafię ewangelicką. Działał tam w polskich stowarzyszeniach ewangelickich. Uczył religii wyznania ewangelickiego w Państwowym Gimnazjum im. Mikołaja Kopernika w Łodzi. Był również członkiem Synodu Kościoła.
Z dniem 1 listopada 1932 roku został przyjęty do rezerwy Wojska Polskiego w stopniu starszego kapelana w duchowieństwie wojskowym wyznania ewangelicko-augsburskiego ze starszeństwem z 1 czerwca 1919 roku i 2. lokatą.
Podczas II wojny światowej przebywał w rodzinnym Cierlicku. Tuż po zakończeniu wojny organizował życie religijne na Górnym Śląsku. Wrócił do Łodzi, gdzie w latach 1945–1951 był proboszczem tamtejszej parafii oraz seniorem diecezji łódzkiej (później włączonej do diecezji warszawskiej).
W listopadzie 1951 został wybrany przez Synod Kościoła Biskupem Kościoła. Urząd ten sprawował do emerytury w 1959.
W 1959 otrzymał tytuł doktora honoris causa Chrześcijańskiej Akademii Teologicznej w Warszawie.
Był publicystą i autorem książek religijnych, do najważniejszych z nich należy zbiór kazań W ciszy i skupieniu (1964).
Był mężem Anny, córki nauczyciela i poety, Jana Kubisza, ojcem profesora Tadeusza Kotuli, historyka specjalizującego się w dziejach Cesarstwa Rzymskiego epoki Sewerów i ojcem Adama Kotuli, historyka sztuki i romanisty.
Zmarł w Warszawie na skutek tragicznego wypadku samochodowego w dniu 8 grudnia 1968. Został pochowany na cmentarzu ewangelicko-augsburskim w Warszawie (aleja 12, grób 17).

## Wybrane publikacje
- Polski lud ewangelicki w południowo-wschodniej części województwa poznańskiego (1929)
- Jan Śliwka pionier polskiego szkolnictwa na Śląsku Cieszyńskim (1933)
- Co to jest Biblia? Istota, powstanie i treść (1961)
- W ciszy i skupieniu (1964)
- Od marzeń do ich spełnienia. Wspomnienia z lat 1884–1951 (1998, pośmiertnie)

## Ordery i odznaczenia
- Krzyż Oficerski Orderu Odrodzenia Polski (10 listopada 1927)[7]
- Złoty Krzyż Zasługi (19 lipca 1954)[8]